# Stephan Born
Pour les articles homonymes, voir Born.
Stephan Born (né « Simon Buttermilch » le 18 décembre 1824 à Lissa et décédé le 4 mai 1898 à Bâle) est un des premiers hommes politiques socialistes de la Confédération germanique.
Il est connu pour avoir fondé la Allgemeine Deutsche Arbeiterverbrüderung, littéralement Confédération générale des ouvriers allemands, la première organisation syndicale interrégionale du mouvement ouvrier allemand.
Après sa participation à la Révolution de mars en 1848, qui se solde par un échec, il part en exil en Suisse dont il prend la nationalité. En 1860, il devient professeur à Bâle.

## Biographie
Born né « Simon Buttermilch » est le fils d'un courtier. Il obtient certes son Abitur, mais ne peut entrer à l'université faute de moyen financier. Il est au départ de confession juive. Après sa conversion au protestantisme, il prend le nom de Stephan Born. Il apprend le métier d'imprimeur à Berlin, qu'il exerce ensuite dans une maison d'édition publiant entre autres des ouvrages scientifiques. Cela motive Born à faire des études de manière autodidacte, en se rendant aux cours à l'université sans y être inscrit par exemple. Il devient membre de l'Association des artisans berlinois (Berliner Handwerkerverein) et est actif dans le mouvement travailleur naissant. Il rédige surtout des brûlots politiques, mais également quelques critiques théâtrales et un conte.
En 1846, il va à l'étranger et entre en contact avec Robert Blum en 1847, puis rencontre Friedrich Engels à Paris. Plus tard, quand il travaille à Bruxelles en tant que typographe au Deutsche-Brüsseler-Zeitung (Journal allemand bruxellois), il fait la connaissance également de Karl Marx.
Par la suite, Born devient actif dans la Ligue des communistes, suivant les idées de Marx et Engels. Il est particulièrement impressionné par la justification très scientifique des revendications des deux meneurs.
En mars 1848, quand la révolution éclate en Prusse et dans d'autres États allemands, Born décide de retourner à Berlin. La révolution est avant tout menée par les libéraux et les nationalistes. Il est fortement impliqué dans la création du Comité central des travailleurs (Zentralkomitees der Arbeiter). Il le préside et est l'éditeur de son journal politique : Das Volk (le peuple). Il est également président de l'association des imprimeurs berlinois (Verein der Berliner Buchdruckergesellen); sous son impulsion deux grèves sont organisées : fin avril et début août avec un succès mitigé. Stephan Born participe à l'organisation du congrès général des travailleurs (Allgemeiner Arbeiterkongress). Celui-ci décide de la création de l'Allgemeine Deutsche Arbeiterverbrüderung (cf introduction), que Born organise. La victoire de la contre-révolution en Prusse, Leipzig devient le siège de l'organisation. Born y est rédacteur en chef du journal Verbrüderung.

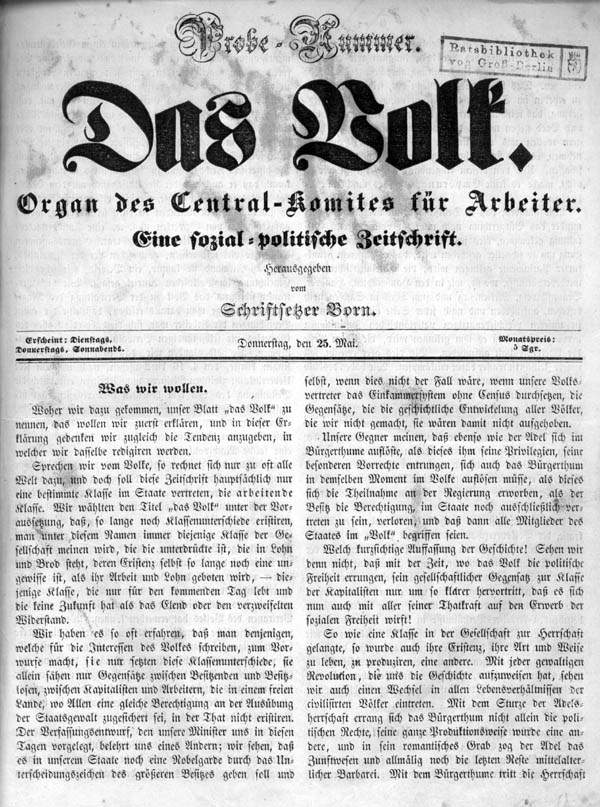
Das Volk, journal édité par Born

Born s'éloigne pendant cette période des idées politiques des théoriciens Marx et Engels. « D'un seul coup j'ai fait table rase de toutes les idées communistes, car elles ne correspondaient absolument pas à la réalité du moment,... qu'avait-on à faire des siècles lointains, quand chaque heure présentait des tâches urgentes, ».
Dans la dernière phase de la révolution, Born prend part à la campagne pour la constitution impériale dans les combats de rues qui ont lieu à Dresde en mai notamment. Son combat ne peut pas en effet être simplement résumé à une question sociale ou d'entraide, la question politique y joue également un rôle central. Il déclare : « Tant qu'il ne s'agit que de la constitution impériale, nous n'attendions pas de soulèvement du peuple allemand… La question actuelle est différente : Est-ce qu'il appartient aux princes de jouer avec les représentants du peuple et de les chasser selon leur bon vouloir,... En soutenant le parlement de Francfort, nous soutenons la souveraineté du peuple et rien d'autre… La domination des opprimés est annoncée, qu'attendons nous encore ? ». Il lutte par la suite dans le Bade et la Bohême contre les forces réactionnaires qui mettent fin en juillet 1849 à la révolution. Il émigre alors en Suisse, dont il prend la nationalité quelques années plus tard.
Stephan Born travaille ensuite en tant qu'enseignant à Küsnacht dans le canton de Zurich. En 1860, il devient professeur au lycée de Neuchâtel, où il reste 20 ans. Il rédige également le Basler Zeitung (journal de Bâle) et enseigne en tant que professeur honoraire à l'université de Bâle la littérature allemande et française. Il se consacre particulièrement à l'étude des œuvres d'Heinrich Heine et publie les mémoires de Jodocus Donatus Hubertus Temme.

## Œuvre
- (de) Der Verein zur Hebung der arbeitenden Klassen und die Volksstimmen über ihn, Berlin, 1845 (parution anonyme)
- (de) Der Heinzen'sche Staat. Eine Kritik von Stephan, Berne, E. Rätzer, 1847
- (de) Marcel. Trauerspiel in fünf Akten, Bâle, Schabelitz, 1852
- (de) Herr und Diener. Schauspiel in 4 Akten, Berlin, Bloch, 1856
- (de) Heinrich Heine. Vortrag, gehalten im großen Saale des Beroullianums zu Basel am 10. Januar 1875, Bâle, Schweighauser (Richter), 1875
- (de) Nicolaus Lenau. Vortrag, gehalten im Bernoullianum zu Basel am 12. März 1876, Bâle, Schweighauser (Richter), 1877
- (de) Die romantische Schule in Deutschland und in Frankreich, Heidelberg, Winter, 1879
- (de) Beaumarchais. Vortrag, gehalten im Bernaullianum in Basel, Bâle, Schweighauser (Richter), 1881
- (de) Jodocus Donatus Hubertus Temme: Erinnerungen, Leipzig, Keil, 1883
- (de) Chateaubriands Werke. Übers. u. mit  Einl. vers. von Stephan Born, Berlin / Stuttgart, Speemann, 1884
- (de) Heinrich Zschokke. Vorträge., Bâle, B. Schwabe, 1885
- (de) Heinrich Heines sämtliche Werke in zwölf Bänden. Mit einer biographisch-litterarhistorischen Einleitung von Stephan Born, Stuttgart, Cottasche Buchhandlung, 1886
- (de) Erinnerungen eines Achtundvierzigers, Leipzig, Georg Heinrich Meyer, 1898
- (de) Die Verbrüderung. Correspondenzblatt aller deutschen Arbeiter. Erschienen:  Leipzig : [1848],[Probenr.](25. Mai); 1848,1(1. Juni)-33(29. August); 1.1848,3.Okt. = Probe-Nr. 1/2 - 3. 1850, 29. Juni, Glashütten / Ts.
- (de) Das Volk : Organ d. Central-Komitees für Arbeiter.  Eine sozialpolitische Zeitschrift, Glashütten / Ts, Auvermann, 1973
- (de) Erinnerungen eines Achtundvierzigers, Berlin, J. H. W. Dietz Nachf, 1978, 154 p. (ISBN 3-8012-0031-0)